# Tauró sedós
El tauró sedós (Carcharhinus falciformis) és una espècie de peix cartilaginós carcariniforme de la família dels carcarínids. Sol fer de 2 a 2,5 metres de llarg però pot assolir els 3,30 m de longitud i viure 25 anys.
És de distribució circumtropical, i a l'Atlàntic oriental se'l troba entre Madeira i Angola. S'alimenta de peixos i en menor mesura de cefalòpodes i crancs. De vegades acompanya bancs de tonyina.
És vivípar i cria cada any o cada dos anys, amb entre 6 i 12 cries a cada part després d'una gestació de 12 mesos.